# Biagio Conte
Biagio Conte, nacido el 7 de abril de 1968 en Palermo, es un ciclista italiano ya retirado que fue profesional de 1996 a 2003.

## Biografía
Biagio Conte se convirtió en profesional en 1996, con 27 años, con el equipo Scrigno. Buen sprinter, ganó en su primera temporada dos etapas de la Vuelta a España y llevó el maillot de líder durante dos jornadas. Al año siguiente quedó tercero de la Milán-San Remo, batido al sprint por Erik Zabel y Alberto Elli.
En 2000, fichó por el equipo Saeco con el fin de lanzar a Mario Cipollini en los sprints. En el Giro de Italia fue declarado vencedor de la decimoquinta etapa con meta en Brescia después de que Ángel Vicioso, primero en llegar, fuese descalificado por sprint irregular.
Después de una última temporada con el equipo Formaggi Pinzolo Fiave en 2003, puso fin a su carrera deportiva. En 2010 se convirtió en director deportivo y en la actualidad dirige al equipo italiano Cannondale Pro Cycling.

## Palmarés
1996
- 2 etapas de la Vuelta a España

1997
- Gran Premio Costa de los Etruscos
- Vuelta al Etna

1999
- 1 etapa del Circuit des Mines

2000
- 1 etapa del Giro de Italia

2001
- 1 etapa de la Tirreno-Adriático
- 2 etapas del Regio-Tour

## Resultados en las grandes vueltas
| Carrera         | 1996 | 1997  | 1998 | 1999 | 2000  | 2001  | 2002  | 2003 |
| --------------- | ---- | ----- | ---- | ---- | ----- | ----- | ----- | ---- |
| Giro de Italia  | -    | -     | Ab.  | 87.º | 78.º  | 127.º | 101.º | Ab.  |
| Tour de Francia | -    | -     | -    | -    | -     | -     | -     | -    |
| Vuelta a España | Ab.  | 118.º | -    | -    | 122.º | Ab.   | -     | -    |